# Charles Péronnet
Pour les articles homonymes, voir Perronnet.
Charles Gilbert Joseph Péronnet, né le 5 juin 1866 à Ébreuil (Allier) et mort le 28 juin 1953 à Paris, est un avocat et homme politique français. Il est député de l'Allier de 1906 à 1910 et de 1914 à 1924 et vice-président du conseil général de l'Allier en 1919.

## Biographie
Charles Péronnet appartient à une famille notable de marchands d'Ébreuil. Il est le fils de Jean Baptiste Péronnet, minotier à Ébreuil, et de Jeanne Cassard.
Il fait des études de droit, obtient un doctorat en droit de la faculté de droit de Paris avec une thèse sur La conciliation et l'arbitrage en matière de conflits collectifs entre patrons et ouvriers ou employés et s'établit comme avocat à Paris.
En février 1905, il épouse Angèle Truchet d'Ars (1881-1960), dont postérité.
Il est fait chevalier de la Légion d'honneur le 4 mai 1916.

## Vie politique
En 1894, il entre au cabinet de Victor Lourties, ministre du commerce et de l'industrie du gouvernement Charles Dupuy. En 1895, il se présente aux élections cantonales à Ébreuil.
En mai 1906, la mort du docteur Delarue, député de l'Allier de 1893 à sa disparition le 26 décembre 1905, lui donne l'occasion de se présenter aux élections législatives, avec l'investiture du parti radical-socialiste. Il l'emporte largement. Mais aux élections de 1910, il est battu. Il retrouve son siège en 1914 et le garde jusqu'en 1924.